# Lisbon (Illinois)
Pour les articles homonymes, voir Lisbon.
Lisbon est un village du comté de Kendall dans l'Illinois, aux États-Unis,. Situé au sud du comté, il est incorporé le 21 août 1894.

## Démographie
Lors du recensement de 2010, le village comptait une population de 285 habitants. Elle est estimée, en 2016, à 313 habitants.

## Source de la traduction
- (en) Cet article est partiellement ou en totalité issu de l’article de Wikipédia en anglais intitulé « Lisbon, Illinois » (voir la liste des auteurs).